# Samuele Ceccarelli
Samuele Ceccarelli (Massa, 9 de enero de 2000) es un deportista italiano que compite en atletismo, especialista en las carreras de velocidad.
En los Juegos Europeos de Cracovia 2023 consiguió dos medallas, oro en 100 m y plata en 4 × 100 m. Ganó una medalla de oro en el Campeonato Europeo de Atletismo en Pista Cubierta de 2023, en la prueba de 60 m.

## Palmarés internacional
| Juegos Europeos                      | Juegos Europeos    | Juegos Europeos  | Juegos Europeos |
| Año                                  | Lugar              | Medalla          | Prueba          |
| ------------------------------------ | ------------------ | ---------------- | --------------- |
| 2023                                 | Chorzów (Polonia)  | Medalla de oro   | 100 m           |
| 2023                                 | Chorzów (Polonia)  | Medalla de plata | 4 × 100 m       |
| Campeonato Europeo en Pista Cubierta |                    |                  |                 |
| Año                                  | Lugar              | Medalla          | Prueba          |
| 2023                                 | Estambul (Turquía) | Medalla de oro   | 60 m            |